# Посолство на Норвегия в София
Посолството на Норвегия в София (на норвежки: Norges ambassade i Sofia) е официална дипломатическа мисия на Норвегия в столицата на България – София. То съществува от 2001 до 2016 г.

## История
Дипломатическите отношения между България и Норвегия се установяват след разпадането на съюза между Норвегия и Швеция през 1905 г. Преди това съществуват шведско-норвежки представителства в България. През 1906 г. е основано генерално консулство на Норвегия в град Варна, което съществува до 2013 г. През 1932 г. се създава легация в София. По време на Втората световна война двустранните отношения затихват, но през 1960-те години отново се засилват.
След десетилетия на странични акредитирани посланици от Белград и Букурещ, през 2001 г. Норвегия създава посолство в София. То се разполага в град София, а през 2013 г. е на адрес ул. „Бачо Киро“ № 26-30.

## Акредитирани посланици
- 1932–1935/9: Сигурд Бенцон от Анкара
- 1963–1965: Ханс Олав от Белград
- 1966–1970: Пер Венемое от Белград
- 1970–1979: Йохан Зейер Капелен от Белград
- 1980–1987: Торе Бьог от Белград
- 1988–1990: Георг Кране от Белград
- 1996–2000: Гунар Хенриксон Линдеман от Букурещ
- 2000–2001: Арнт Магне Риндал от Букурещ

## Посланици
- 2001–2006: Ролф Балтерцен
- 2006–2011: Тове Скарщайн
- 2011–2016: Гюру Катарина Викьор